# Zugabewasser
Als Zugabewasser (veraltet auch Anmachwasser) bezeichnet man das Wasser, welches bei der Mischung und Aufbereitung von z. B. Beton, Mörtel oder Gips zusätzlich eingebracht werden muss, um das Material verarbeitungsfähig zu machen und den Abbindeprozess in Gang zu bringen.
Die gesamte Wassermenge in der Mischung setzt sich demnach zusammen aus der Menge, die mit dem Zuschlagmaterial (Sand, Kies) in die Mischung gelangt ist, und dem Zugabewasser. 

## Zusammensetzung
Im Allgemeinen kann jedes in der Natur vorkommende Wasser als Zugabewasser verwendet werden, sofern es keine starken Verunreinigungen aufweist.
Nicht geeignet sind Wasser, die Öle, Fette, Salze, Säuren oder Zucker enthalten, ebenso Moor- oder Meerwasser. Diese Inhaltsstoffe können den Abbindeprozess stören oder beim Stahlbeton zu erhöhter Korrosion der Bewehrung führen. Es wird nicht die gewünschte Festigkeit erreicht und es kann zu Schäden kommen.
Gemäß der Norm DIN EN 1008 ist es zulässig, Restwasser aus der Betonherstellung und dem Betonrecycling zu verwenden. Dabei muss die im Restwasser enthaltene Feinstoffkonzentration berücksichtigt werden.

## Menge
Zugabewasser wird nur in der Menge zugegeben, dass die zur Verarbeitung erforderliche Konsistenz erreicht und die Festigkeit des abgebundenen Materials nicht zu stark beeinträchtigt wird. Das für den Abbindeprozess notwendige Wasser wird chemisch gebunden, das überflüssige Wasser entweicht. Beide Vorgänge führen zur Volumenreduktion (Schwinden) des Bauteils.
Zu viel Zugabewasser kann zum „Ausbluten“ und/oder Entmischen führen.

## Temperatureinfluss
Bei hohen Temperaturen oder bei Zugluft sind Bauteile gegen zu schnelles Entweichen des Wassers zu schützen, da dies den Abbindeprozess zum Erliegen bringen kann (Aufbrennen). Auch eine nachträgliche Befeuchtung des ausgetrockneten Bauteiles setzt den Abbindeprozess nicht wieder in Gang.
Im Winter besteht bei Frost die Gefahr, dass es bei Gefrieren des noch nicht gebundenen Wassers zu Schäden durch Eisdruck kommt. Da nur flüssiges Wasser den Abbindeprozess ermöglicht, wird dieser bei Frost unterbrochen. Der Prozess setzt sich jedoch fort, nachdem das Wasser wieder flüssig geworden ist.